# Култура Лунгшан
Култура Лунгшан (трад. кинески: 龍山文化; упрошћ. кинески: 龙山文化; пинјин: Lóngshān wénhuà) је познонеолитска култура са простора Централне висоравни у северној Кини из периода од 3000. до 1900. године п. н. е. На северу се простирала до полуострва Лијаотунг у јужној Манџурији, а на југу од Чекјанга, а средишња област био је Шантунг. Позната је и као култура црне грнчарије. Ова култура је добила име по оближњем граду Лунгшан („планина змајева“) у провинцији Шантунг, а прва археолошка истраживања обавњена су 1928. године у налазишту Ченгцеја (城子崖遗址; Chéngzǐyá yízhǐ).

## Рани период културе Лунгшан (3000. – 2600. године п. н. е.)
Археолошким ископавањима 50-их година 20. века у провинцији Хенан идентификован је Мијаодигоу II (庙底沟二期), прелазна фаза између култура Јангшао и Лунгшан (3000. – 2600. године п. н. е.). Налазишта ове фазе налазе се у централном и западном Хенану. Оруђе и грнчарија ове културе показује побoљшања у поређењу са оним из културе Јангшао. Религиозна уверења показивала су се у обредним цевима и дисковима од жада.

## Позни период културе Лунгшан (2600. – 2000. године п. н. е.)
Позни период културе Лунгшан подразумева шантуншки Лунгшан, али и културе:
- Вангван III (王湾; Wángwān) у западном Хенану
- Хоуганг II (后冈; Hòugāng) у северном Хенану и јужном Хебеју
- Таоси (陶寺; Táosì) у басену реке Ген (汾河) у јужном Шансију
- Санлиђијао II (三里桥; Sānlǐqiáo) са обе стране Жуте реке у западном Хенану
- Кесингчуанг II (客省莊; Kèshěngzhuāng) у долини реке Веи у јужном Шенсију

### Шантуншки Лунгшан
Центар Шантунга представља планински предео са планином Таи (泰山) и другим врховима од преко 1000 m надморске висине. Лунгшанске насеобине су пронађене у равницама око њих. Неке од њих су: Ченгцеја (城子崖; Chéngziyá), Тингкунг (丁公; Dīnggōng) и Бијенсијенванг (边线王; Biānxiànwáng), од којих је највећа Ченгцеја. У Тингкунгу је пронаћен комад грнчарије на ком је исписано 11 симбола. Постоје и докази о производњи ферментисаних пића, као и префињених предмета од жада и метала. 
На овом подручју, разлике између богатих и сиромашних су биле слабије изражене, и чини се да је насиље било ређе у поређењу са другим лунгшанским културама. 

### Вангван III
Вангван III варијанта културе Лунгшан налази се у западном и централном делу провинције Хенан. Број налазишта у овом пределу три пута је већи у односу на онај из периода Јангшао. У налазишту Вангченг-ганг (王城岗; Wángchénggǎng) постоје докази о металургији, мада онa вероватно потичe из каснијих периода. Ова култура је највероватније директно повезана са културом Ерлитоу (二里头文化; Èrlǐtóu Wénhuà), једном од првих култура бронзаног доба.

### Хоуганг II
Хоуганг II варијанта културе Лунгшан налазила се у северном Хенану и јужном Хубеју. Насеобине ове регије су тесно распоређене поред токова река ове области на удаљеностима од маље од 1 км. Неке од њих су биле ограђене зидинама, као Хоуганг и Менгчуанг. Ова варијанта је позната по првом бунару у области Жуте реке, а метод који су изумели наставиле су да користе и ране културе бронзаног доба.

### Таоси
Насеобина Таоси у северном Шансију била је највећа од лунгшанских насеобина обухватајући област од 300 хектара земље. Њихови загробни предмети указују на сложеност друштва. У позном Таоси периоду, земљане зидине су порушене и јављају се докази о насиљу и сукобима.

### Санлиђијао II
Насеобине ове варијанте културе Лунгшан налазе се са обе стране Жуте реке у западном Хенану, северозападном Шансију и источном Шенсију. Постоји приближно сто насеља која припадају овој подврсти, а највеће налазиште је Сијаоћијаокоу (小交口; Xiǎojiāokǒu), удаљњно 10 км од града Санменсја, које је заузимало област од 240 хектара. Места за становање Санлиђијаоа II обухватају и надземне и полупоземне врсте кућа. Запажене су сличности између грнчарије ове и варијанте Кесингчуанг II.

### Кесингчуанг II
Насеобине Кесингчуанга биле су разбацане по обали реке Веи у северном Шенсију. Највећа од њих заузима област од 60 хектара. У овој области је примећенадепопулација.
Формирање кинеске културе био је изузетно сложен процес, јер је свако регионално друштво давало свој допринос и своје карактеристике. Њихово спајање било је пресудно и тиме је одређен правац Централне висоравни ка оснивању цивилизације и постављен темељ предстојећег династичког периода Кине, који се задржао у династијама Сија, Шанг и Џоу.

## Агрикултура и исхрана
Током периода Лунгшан људи су, као и у претходној култури Јангшао, наставили да се баве ловом, риболовом и сточарством (узгајали су свињу, пса, овце, говече). Најважнија житарица било је просо, али пронађени су и трагови пиринча и пшенице. Чини се да је повољна клима времена културе Јангшао људима омогућила разноврсну исхрану, што је довело до значајног раста популације. Међутим, истраживања Одсека за антропологију Универзитета у Мисурију указује на разлике између култура Јангшао и Лунгшан. Током периода Јангшао случајеви малнутриције и анемије били су ретки. Ипак, при крају овог периода јављају се знаци погоршања здравља — честе су болести зуба проузроковане променом начина исхране.
Затим, у неравноправном друштву културе Лунгшан недостатак хране је оставио последице на непривилиговане у виду болести зуба, као и озбиљних коштаних болести. Слабо здравље је наставило да прати народ све до периода владавине династије Џоу (周朝; Zhōu cháo).
Једно од достигнућа ове културе била је и производња свиле. Кинеска традиција серикултуре (свиларства) почиње још у неолиту. Кина је имала монопол на производњу свиле све до 16. века када су свилене бубе прокријумчарене на Запад.

## Грнчарија
Култура Лунгшан је позната по изузетно префињеној црној грнчарији. Грнчарија коју су производили имала је сјајну површину и углавном није била исцртана, спољни украси су били сведени на хоризонталне дебеле и танке линије, или удубљења и испупчења.
Откриће ове грнчарије 1930. године помогло је археолозима да културу Лунгшан разликују од културе Јангшао која је имала обојену грнчарију. Ипак, није сва грнчарија из овог периода црне боје, постоје и примери сиве и беле боје. Најфинији примерци су црни као угаљ, а неки подсећају на атинску црну грнчарију из 5. и 4. века старе ере. Грнчарија је рађена на точку, печена је на високим температурама и крајње је префињена тако да су неки од пронађених предмета танки свега неколико милиметара, што сведочи о умећу људи који су их правили.

Чињеница да је већина црне грнчарије пронађена у гробним местима људи који су се налазили на вишим позицијама лунгшанског друштва указује да је она била резервисана за елиту и обредно-ритуалне радње, а не за свакодневну употребу. Сматра се да је лунгшанска грнчарија била узор за прављење грнчарије династије Шанг. 

## Ритуали
Прорицање у виду остеомантије и скапуломантије, које ће достићи врхунац за време династије Шанг (商朝; Shāng cháo), већ је практиковано у оквиру ове културе. У Шенсију и јужном Хенану пронађени су остаци костију говечета, свиња, оваца и јелена који су спаљивани у пророчанским обредима. Из каснијег периода културе Лунгшан појављују се и докази о људској жртви.
Пронађено је и пар кованца са утиснутим знацима, али још не постоје трагови писма. Први бронзани предмети се појављују на самом крају културе Лунгшан. У Таосију су пронађена бакарна звона, за која се претпоставља да су била намењена за церемонијалну музику.

## Соларна опсерваторија
Налазиште Таоси (陶寺; Táosì) се истиче по својој соларној опсерваторији, конструисаној средином 3. миленијума п. н. е. и најстаријој у источној Азији. Откривена у истраживањима од 2003. до 2004. године, опсерваторија се састоји од три кружне платформе наслагане једна на другу. Експерименти указју да је ова опсерваторија коришћена током летње дугодневнице и зимске краткодневнице и вероватно су је користили за прављење прецизног соларног и лунарног календара. Оваква врста евиденције наговештава и присуство првобитног писма.